# Weidtmansches Schlösschen

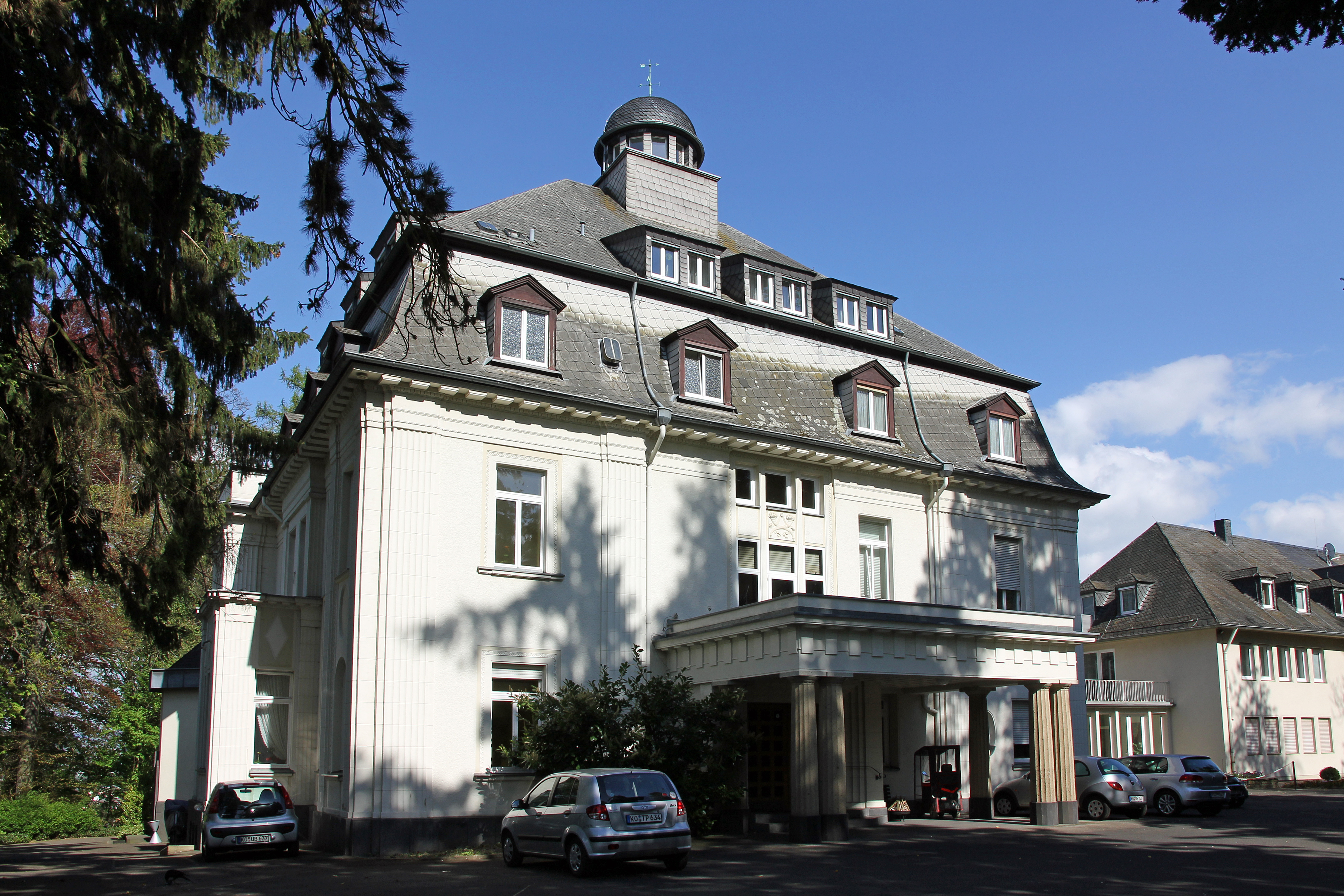
Das ehemalige Weidtmansche Schlösschen in Koblenz-Metternich, heute „Haus Providentia“ der Schönstätter Marienschwestern

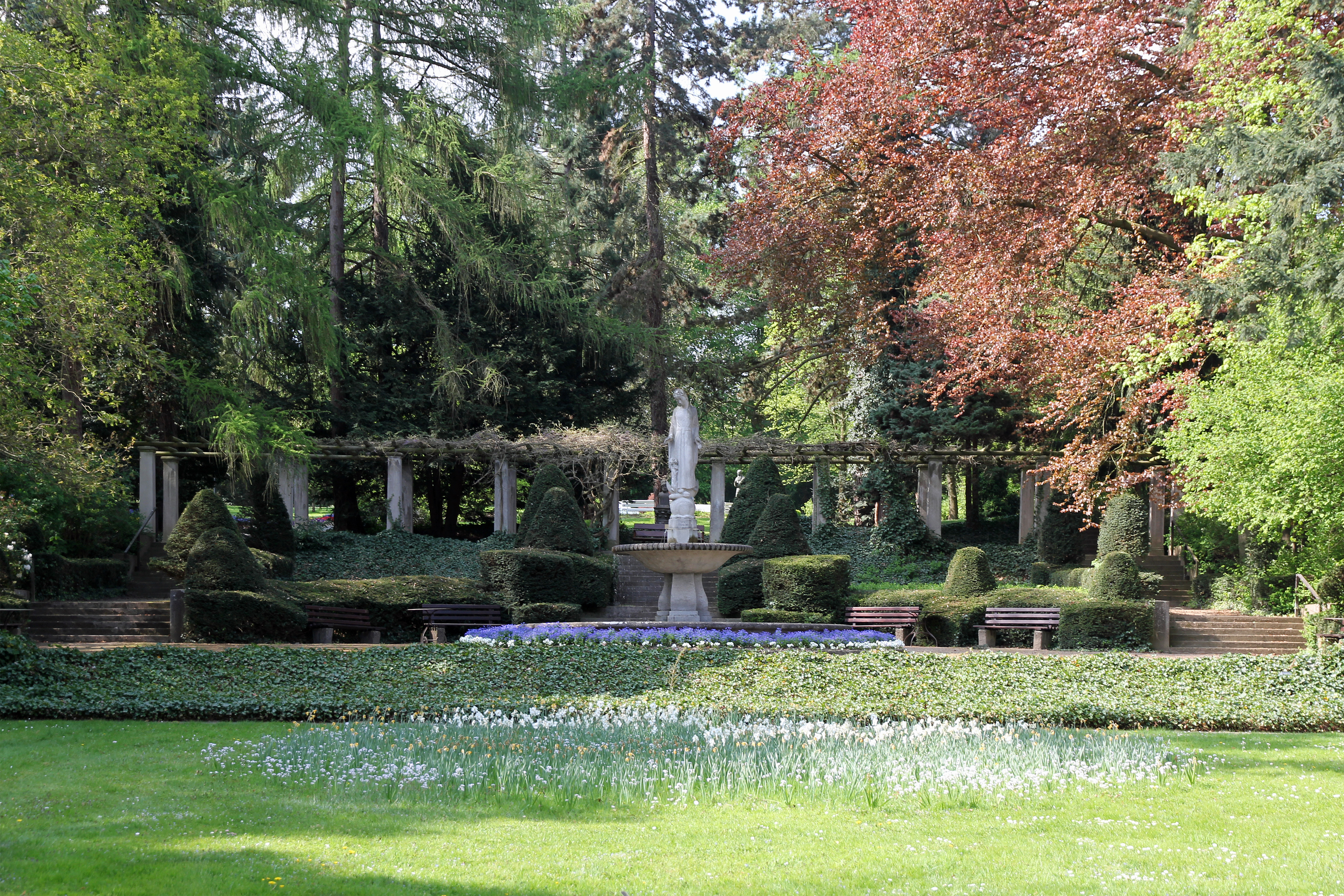
Der Garten mit dem Brunnen, dahinter die Treppenanlage und die Querpergola

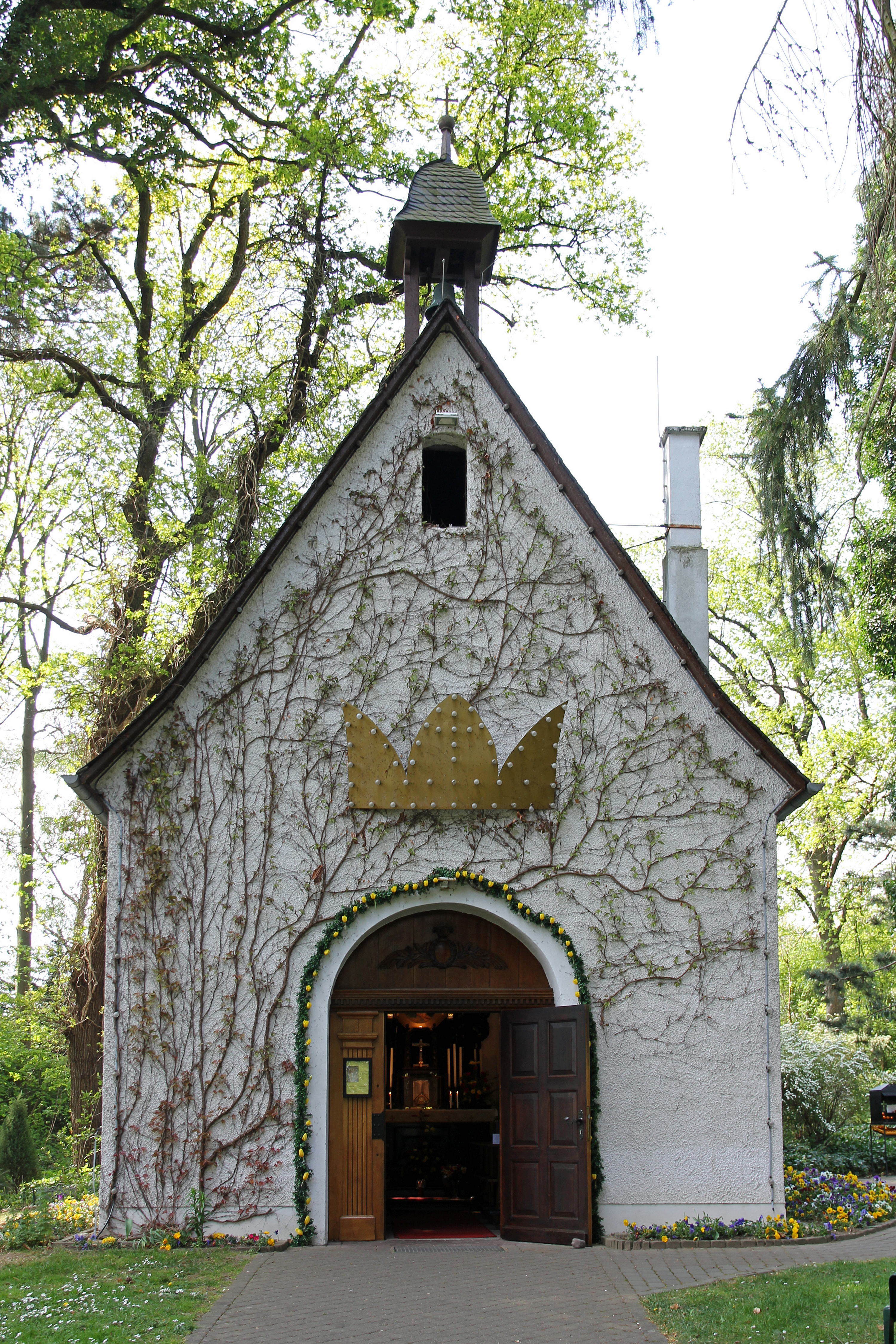
Das Schönstattkapellchen im Garten

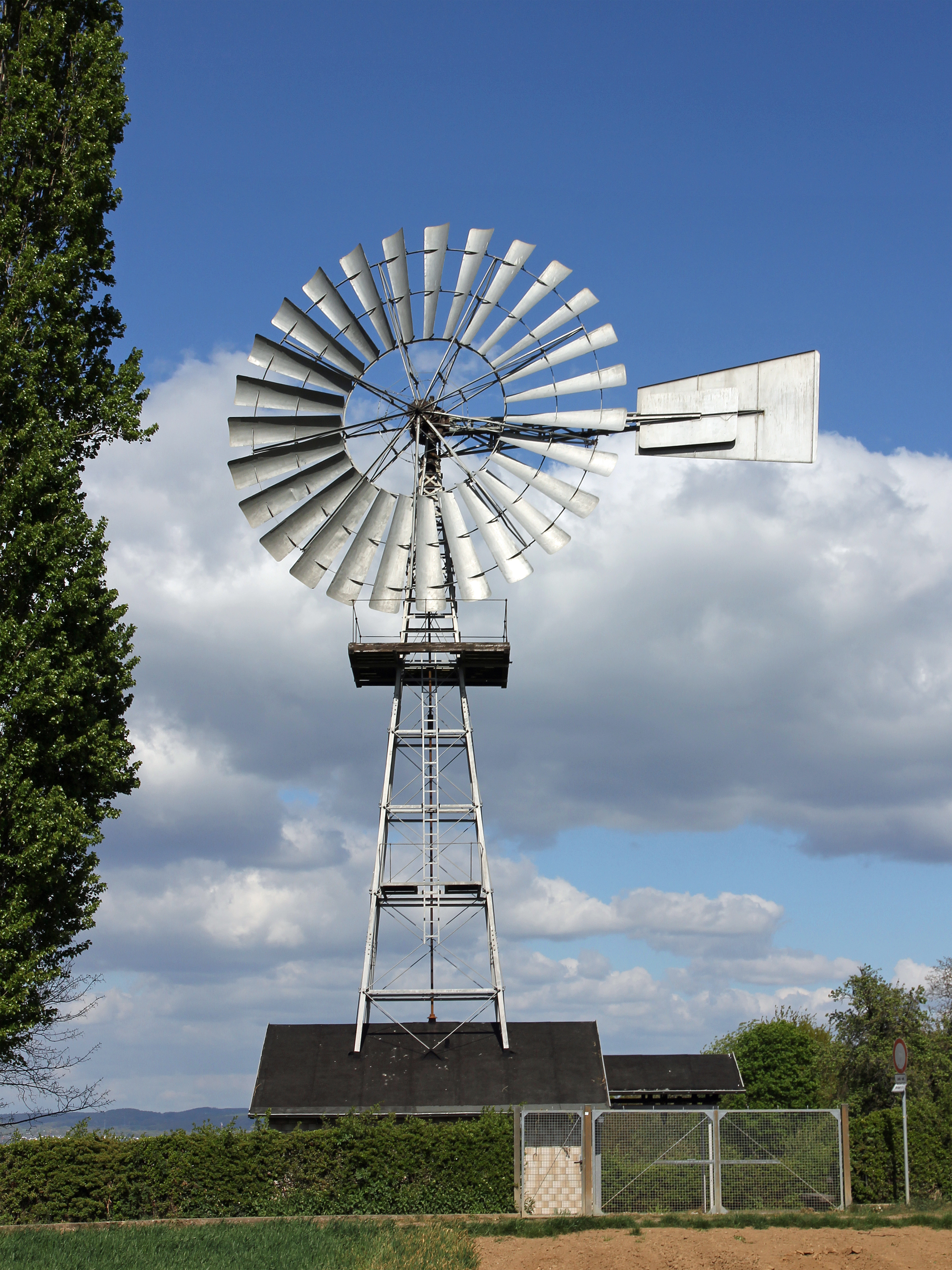
Das Windrad abseits auf benachbarten Feldern

Das Weidtmansche Schlösschen, auch Metternicher Schlösschen genannt, ist eine Villa in Koblenz. Die 1912 für den Regierungsbaumeister Max Weidtman (1858–1921) im Stadtteil Metternich fertiggestellte Villa ist seit 1950 das Provinzhaus der Schönstätter Marienschwestern. Neben dem Hauptgebäude gehören ein Garten und etwas weiter entfernt ein Windrad zu der Anlage.

## Geschichte
Für den Kohlengrubenbesitzer David wurde 1892 westlich von Metternich auf den Höhen ein Haus errichtet. Dieses ließ Max Weidtman 1910–1912 nach Plänen des Frankfurter Architekten Wilhelm Müller oder der Koblenzer Architekten Huch & Grefges zur heutigen Villa umbauen. Hier lebte der Metternicher Wohltäter Weidtman, der 1913 das Kriegerdenkmal auf dem Kimmelberg mit finanziert hatte, bis zu seinem Lebensende.
In der NS-Zeit wurde die Villa von der SA genutzt, nach dem Zweiten Weltkrieg von der französischen Besatzungsarmee. Im Jahr 1950 kauften die Schönstätter Marienschwestern die Villa mit dem dazugehörenden Gelände und richteten hier das Provinzialat ihrer Westprovinz ein. Das „Haus Providentia“, so der neue Name der Villa, wurde erweitert und der Garten umgestaltet. In den 1980er-Jahren wurde die Kapelle im Erdgeschoss zur Talseite hin erweitert.

## Bau
Die neubarocke Villa ist ein kubischer zweigeschossiger Putzbau. Das hohe Mansardendach wird von einer Belvedere mit einem überkuppelten Türmchen bekrönt und hat auf der Südseite einen Dreiecksgiebel. Der Haupteingang wurde mit dem Umbau 1912 von der Straßenseite zur Westseite verlegt. Dem Eingang ist ein breit gelagerten dorischen Portikus mit gekuppelten kannelierten Säulen vorgestellt. Der Bau ist mit kolossalen Lisenen, die ein Gebälk mit Ornamentbändern, Perlstäben und Kymatien tragen, gegliedert. Die Mittelachse des Hauses wird durch gekuppelte Fenster betont.
Die Ausstattung im Inneren ist weitgehend erhalten. Das Treppenhaus ist mit dunklem Holz getäfelt und einem gitterförmigen hölzernen Treppengeländer ausgestattet. Einige Räumen haben eine Wandvertäfelung und Türen mit Einlegearbeiten. Besonders das Emiliezimmer im Eingangsbereich ist aufwendig gestaltet und besitzt einen neuklassizistischen metallenen Kaminvorsatz.
Der in der Erbauungszeit angelegte Garten im Norden, der axial auf das Hauptgebäude ausgerichtet ist, ist weitgehend erhalten. Auf dem zentralen Rasen steht ein Schalenbrunnen, der als Mittelfigur seit Einzug der Schönstätter Marienschwestern eine Maria Immaculata trägt. Dahinter schließen eine breite Treppenanlage und eine Querpergola auf Kunststeinpfeilern den Garten ab. Von der ursprünglichen Ausstattung des Gartens sind außerdem Hermen aus Kunststein mit den Köpfen antiker Philosophen und ein achteckiges Astbelvedere mit pyramidenförmigen Dach erhalten. In den 1950er-Jahren wurde eine Kapelle, eine exakte Nachbildung des Urheiligtums in Vallendar-Schönstatt, hinzugefügt. Dazu kamen noch Figuren des Erzengels Michaels und von Pater Josef Kentenich.
Südwestlich der Villa auf den Höhen inmitten von Feldern steht ein 1912 errichtetes Western-Windrad, das von den Vereinigten Turbinenwerken in Dresden hergestellt wurde. Angeblich von Weidtman selbst entworfen, trieb es Wasserpumpen an, die der hauseigenen Wasserversorgung dienten. Das Windrad besteht aus einer 15 m hohen Stahlkonstruktion aus genieteten Winkelprofilstreben mit Verspannungen, daran angebracht ein Vielblattrotor mit Windleitblech. Es wurde 1990 vom örtlichen Windradverein unter Leitung von Manfred Hertling saniert, wobei es abgebaut und 100 m weiter östlich wieder aufgestellt wurde.

## Denkmalschutz
Das Weidtmansche Schlösschen ist ein geschütztes Kulturdenkmal nach dem Denkmalschutzgesetz (DSchG) und in der Denkmalliste des Landes Rheinland-Pfalz eingetragen. Es liegt in Koblenz-Metternich in der Denkmalzone Weidtmansches Schlösschen.